# لوتر (مونتانا)
لوتر (به انگلیسی: Luther) یک منطقهٔ مسکونی در ایالات متحده آمریکا است که در شهرستان کربن، مونتانا واقع شده‌است. لوتر N\A نفر جمعیت دارد و ۱٬۵۸۴٫۰۶ متر بالاتر از سطح دریا واقع شده‌است.